# Паржата
 Паржата  — деревня в Афанасьевском районе Кировской области в составе Борского сельского поселения.

## География
Расположена на расстоянии примерно 8 км на северо-запад от центра поселения поселка  Бор на правом берегу реки Кама.

## История
Известна с 1905 года как починок Собенинский, 5 дворов и 27 жителей, в 1926 уже деревня Паржатская, 8 дворов и 46 жителей, в 1950 14 и 52, в 1989 оставалось 3 жителя. Нынешнее название утвердилось с 1978 года.  

## Население
Постоянное население составляло 2 человека (русские 100%) в 2002 году, 2 в 2010.